# Sigynsgade
Sigynsgade er en gade mellem Rovsingsgade og Krakas Plads ved krydset mellem Vermundsgade og Haraldsgade på Nørrebro i København. Indtil 2014 var gaden en del af Aldersrogade.

## Gaden
Sigynsgade er en større sidegade, der hovedsageligt er præget af etageejendomme. En af de mere bemærkelsesværdige er en hjørneejendom fra 1930 ved Vermundsgade, der har fået tildelt høj bevaringsværdi. Andre bemærkelsesværdige ejendomme fra 1989-1992 ligger midt i gaden. De er opført i beton med rød skalmur men med vinduer og døre i kraftig grøn eller blå farve. Med deres mange opgange giver de plads til 272 personer.

## Navnet
Gaden ligger i det mytologiske kvarter, hvor mange gader er opkaldt efter personer fra den nordiske mytologi. I dette tilfælde Sigyn der var den forræderiske gud Lokes hustru og mor til Vale og Narfe. I Snorre Sturlassons Ældre Edda og Yngre Edda fortælles hvordan guderne fangede Loke, efter at han havde forvoldt Balders død, og lænkede ham i en hule. Her hængte gudinden Skade en giftslange opover, den så den dryppede ned i ansigtet på ham. Sigyn holder imidlertid et fad under giftdråberne, men hver gang fadet er fuldt må hun ud og tømme det, og imens falder giften ned på Loke. Da ryster han så meget, at der bliver jordskælv.
Indtil 1. august 2014 var gaden en del af Aldersrogade, der nu ligger som en forlængelse fra den anden side af Haraldsgade til Vibenshus Runddel. Ifølge adressebekendtgørelsen skal et vejnavn imidlertid dække en sammenhængende vej for kørende trafik, så borgere og udrykningskøretøjer lettere kan finde vej. Det krav levede Aldersrogade imidlertid ikke op til, efter at den reelt var blevet delt i to efter anlæggelsen af Krakas Plads. På den baggrund indstillede Vejnavnenævnet til Københavns Kommunes Teknik- og Miljøudvalget, at delen mellem Rovsingsgade og Krakas Plads i stedet skulle have navnet Sigynsgade. Valget af navnet skyldtes dels, at mange gader i området har navne fra mytologien, og dels et fokus på at få veje opkaldt efter kvinder. At det blev denne den vestlige del af gaden, der skulle omdøbes, skyldtes, at husnumrene på Aldersrogade tælles fra øst fra Vibenshus Runddel. Havde man omdøbt den østlige del, skulle husene på den vestlige have haft nye husnumre, med det resultat at alle i gaden ville have fået nye adresser. Nu kunne man imidlertid nøjes med at berøre dem vest for Krakas Plads. Noget der så til gengæld også ville berøre 72 opgange med 675 lejligheder og en institution.
Ved en høring om navneskiftet i 2013 fremkom der 28 høringssvar, hvoraf et var positivt, mens 17 ikke ønskede et navneændring. Flere syntes således at det nye navn var svært at udtale, mens nogle frygtede at det kunne forveksles med Sigurdsgade. Flere var dog positive overfor et navneskift men ønskede gaden opkaldt efter andre, f.eks. Loke, Vale, Tyr eller Kraka. Schneidersgade efter beboerformand Peter Schneider var også blandt forslagene, men det måtte dog afvises med henvisning til, at man ikke opkalder veje efter levende personer. Et forslag fra Nørrebro Lokaludvalg om at kalde gaderne for Aldersrogade Øst og Vest kunne heller ikke anbefales, da begge dele af gaden dermed ville få nyt navn. Ikke overraskende var der også flere, der ønskede at det var den østlige del af Aldersrogade, der skulle skifte navn.
På baggrund af høringssvarene vurderede Vejnavnenævnet, at Sigynsgade ville være det bedste navn, og indstillede derfor til Teknik- og Miljøudvalget, at de godkendte det nye navn med virkning fra 1. august 2014. En indstilling udvalget godkendte på sit møde 2. juni 2014 uden afstemning.